# Nicaraguai córdoba
A córdoba Nicaragua hivatalos pénzneme.
A pénz nevét Nicaragua alapítójáról, Francisco Hernández de Córdobáról kapta, a ma használt córdobát az 1991-es valutareformmal vezették be.

## Története
A córdobát 1912. március 20-án vezették be. Előtte a pesót használták, 12½ pesó ért 1 córdobát.

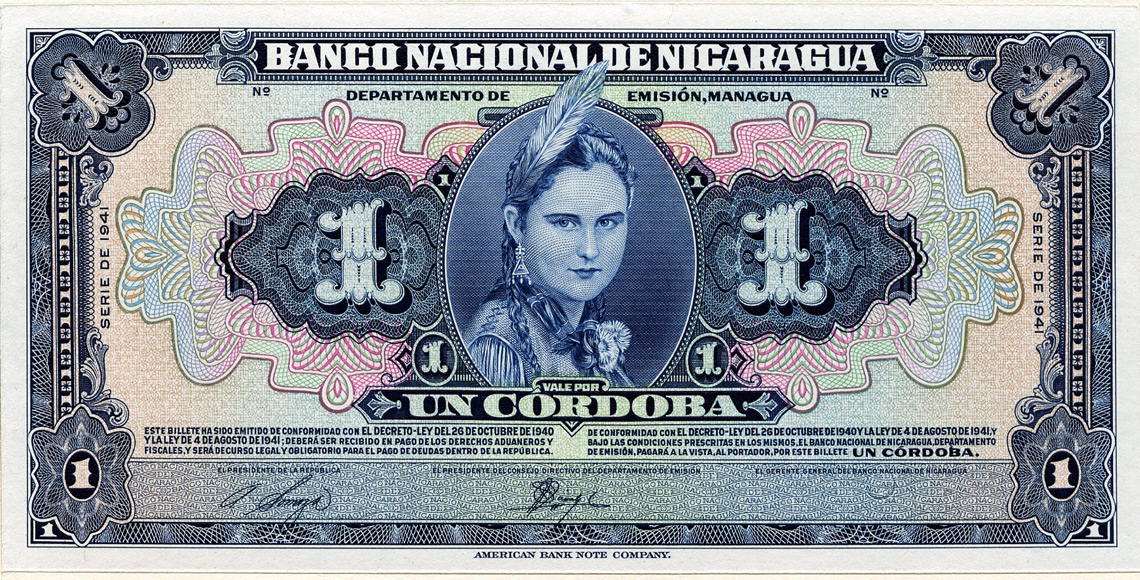
Nicaraguai 1 córdoba bankjegy 1941-ből.

1987-ben a córdoba erős inflációja miatt a sandinista rezsim új córdobát vezetett be, azonban hamarosan ez is teljesen elinflálódott, a legnagyobb kibocsátott címlete a 10 000 000 córdobás volt.

### Az 1991-es valutareform
A mai córdoba az 1991-es valutareformmal került bevezetésre, a tervek szerint 1 új córdoba 1 amerikai dollárral lett volna egyenértékű. A reform során 1, 5, 10, 25 centavós, és 1/2, 1, 5, 10, 20, 50 és 100 córdobás bankjegyeket bocsátottak ki. 1994-re az 1 córdobásnál kisebb címleteket érmékre cserélték, 1997-re pedig az 1 és 5 córdobás bankjegyek helyett is érméket hoztak forgalomba. Az 500 córdobást 2002-ben, az 1000 córdobás címletet pedig 2016-ban vezették be.
2009-ben új bankjegysorozatot bocsátottak ki. Május 15-én 10 és 20 córdobás polymer alapú bankjegyet bocsátottak ki. 2009. június 1-jén bocsátották ki a 100 papír alapú és a 200 córdobás polymer alapú bankjegyeket. 2009. december 3-án bocsátották ki az 50 córdobás papír alapú bankjegyet. 2020. október 1-én a jegybank egy polimer 5 córdobás polimer emlékbankjegyet hozott forgalomba.

## Érmék
| Névérték   | Műszaki paraméterek | Műszaki paraméterek | Műszaki paraméterek | Leírás        | Leírás           | Leírás                                | Dátumok    | Dátumok    | Dátumok     |
| Névérték   | Átmérő              | Tömeg               | Összetétel          | Perem         | Előlap           | Hátlap                                | Első veret | Kibocsátás | Visszavonás |
| ---------- | ------------------- | ------------------- | ------------------- | ------------- | ---------------- | ------------------------------------- | ---------- | ---------- | ----------- |
| 5 centavo  | 18,5 mm             | 3 g                 | réz bevonatú acél   | sima          | Nicaragua címere | névérték, évszám, "EN DIOS CONFIAMOS" | 2002       | 2002       | forgalomban |
| 10 centavo | 20,5 mm             | 4 g                 | sárgaréz-acél       | sima és recés | Nicaragua címere | névérték, évszám, "EN DIOS CONFIAMOS" | 2002       | 2002       | forgalomban |
| 25 centavo | 23,2 mm             | 5 g                 | sárgaréz-acél       | sima és recés | Nicaragua címere | névérték, évszám, "EN DIOS CONFIAMOS" | 2002       | 2002       | forgalomban |
| 50 centavo | 22 mm               | 4,8 g               | nikkelezett acél    | -             | Nicaragua címere | névérték, évszám, "EN DIOS CONFIAMOS" | 1997       | 1997       | forgalomban |
| 1 córdoba  | 25 mm               | 6,25 g              | nikkelezett acél    | -             | Nicaragua címere | névérték, évszám, "EN DIOS CONFIAMOS" | 1997       | 1997       | forgalomban |
| 5 córdoba  | 27,8 mm             | 7 g                 | nikkelezett acél    | -             | Nicaragua címere | névérték, évszám, "EN DIOS CONFIAMOS" | 1997       | 1997       | forgalomban |
| 10 córdoba | 26,5 mm             | 8,5 g               | sárgaréz-acél       | recés         | Nicaragua címere | névérték, évszám                      | 2007       | 2007       | forgalomban |

## Bankjegyek

### 2002-es sorozat
| Érték       | Szín    | Előlap                 | Hátlap                          |
| ----------- | ------- | ---------------------- | ------------------------------- |
| 10 córdoba  | zöld    | Miguel Larreynaga      | Granada-sziget                  |
| 20 córdoba  | narancs | José Santos Zelaya     | Atlanti part                    |
| 50 córdoba  | bíbor   | Pedro Joaquín Chamorro | El Castillo (Río San Juan) erőd |
| 100 córdoba | kék     | Rubén Darío            | Rubén Darío Nemzeti színház     |
| 500 córdoba | piros   | José Dolores Estrada   | Hacienda San Jacinto            |

### 2009-es sorozat
| Névérték    | Méret       | Szín         | Leírás                                                  | Leírás                                    | Dátumok   | Dátumok              | Dátumok     |
| Névérték    | Méret       | Szín         | Előoldal                                                | Hátoldal                                  | nyomtatás | kibocsátás           | visszavonás |
| ----------- | ----------- | ------------ | ------------------------------------------------------- | ----------------------------------------- | --------- | -------------------- | ----------- |
| 10 córdoba  | 131 x 67 mm | zöld         | Inmaculada Concepción-kastély                           | San Jacinto-farm Managuában               | 2009      | 2009. május 15.      | forgalomban |
| 20 córdoba  | 136 x 67 mm | narancs      | magot örlő lány, Nicaragua keleti partjára jellemző ház | 5 palót táncoló nő                        | 2009      | 2009. május 15.      | forgalomban |
| 50 córdoba  | 141 x 67 mm | lila         | agyagedény                                              | Somoto-kanyon                             | 2009      | 2009. december 3.    | forgalomban |
| 50 córdoba  | 141 x 67 mm | lila         | A központi bank első épülete                            | Somoto-kanyon                             | 2010      | 2010. szeptember 16. | forgalomban |
| 100 córdoba | 146 x 67 mm | kék          | Rubén Darío szobra                                      | Rubén Darío Nemzeti színház               | 2009      | 2009. június 1.      | forgalomban |
| 200 córdoba | 151 x 67 mm | lila         | néptáncosok                                             | Guardabarranco madár és az Ometepe sziget | 2009      | 2009. június 1.      | forgalomban |
| 500 córdoba | 156 x 67 mm | narancssárga | indián ház                                              | indián totemoszlop                        | 2009      | 2010. január 12.     | forgalomban |

### 2015-ös sorozat
2015. október 26-án új bankjegysorozatot bocsátottak ki. Az 500 córdobás papírból, a többi címlet polimerből készül. 2019 óta a teljes bankjegycsalád polimer alapanyagú.
| Névérték     | Méret       | Szín         | Leírás                         | Leírás                                      | Dátumok   | Dátumok           | Dátumok     |
| Névérték     | Méret       | Szín         | Előoldal                       | Hátoldal                                    | nyomtatás | kibocsátás        | visszavonás |
| ------------ | ----------- | ------------ | ------------------------------ | ------------------------------------------- | --------- | ----------------- | ----------- |
| 10 córdoba   | 131 × 67 mm | zöld         | Puerto Salvador Allende        | La Vaquita                                  | 2014      | 2015. október 26. | forgalomban |
| 20 córdoba   | 136 × 67 mm | narancssárga | Perlas-lagúna                  | Mayo Ya Festival                            | 2014      | 2015. október 26. | forgalomban |
| 50 córdoba   | 141 × 67 mm | ibolya       | piac Masaya-ban                | néptáncosok                                 | 2014      | 2015. október 26. | forgalomban |
| 100 córdoba  | 146 × 67 mm | kék          | Granada katedrálisa            | lovasszekér                                 | 2014      | 2015. október 26. | forgalomban |
| 200 córdoba  | 151 × 67 mm | barna        | Ruben Dario Nemzeti Színház    | El Güegüense                                | 2014      | 2015. október 26. | forgalomban |
| 500 córdoba  | 156 × 67 mm | vörös        | León katedrálisa               | Momotombo-vulkán                            | 2014      | 2015. október 26. | forgalomban |
| 500 córdoba  | 156 × 67 mm | vörös        | León katedrálisa               | Momotombo-vulkán                            | 2019      | 2019. július 8.   | forgalomban |
| 1000 córdoba | 161 x 67 mm | zöld         | Hacienda San Jacinto, Tipitapa | Immaculate Conception-kastély, Río San Juan | 2016      | 2017. január 2.   | forgalomban |
| 1000 córdoba | 156 × 67 mm | zöld         | Hacienda San Jacinto, Tipitapa | Immaculate Conception-kastély, Río San Juan | 2019      | 2019. július 8.   | forgalomban |

### Emlékbankjegyek
2020. október 1-én a jegybank egy polimer 5 córdobás emlékbankjegyet bocsátott ki a Banco Central de Nicaragua megalakulásának 60. évfordulója alkalmából. A címlet mérete 126 x 67 mm.
| Névérték     | Méret       | Szín | Előlap                      | Hátlap          | Kibocsátás dátuma    | Megjegyzés                                                               |
| ------------ | ----------- | ---- | --------------------------- | --------------- | -------------------- | ------------------------------------------------------------------------ |
| 50 córdoba   | 141 x 67 mm | lila | a Nemzeti Bank épülete      | Somoto-kanyon   | 2010. szeptember 16. | a Nemzeti Bank megalapításának 50. évfordulója alkalmából bocsátották ki |
| 1000 córdoba | 161 x 67 mm | zöld | Rubén Darío portréja, virág | címer, galambok | 2017. január 2.      | Rubén Darío író, költő halálának 100. évfordulója                        |